# 坂東三津五郎フグ中毒死事件
坂東三津五郎フグ中毒死事件（ばんどうみつごろう フグちゅうどくしじけん）は、1975年（昭和50年）1月16日に八代目坂東三津五郎がふぐ中毒により死亡したことに対し、調理師が業務上過失致死傷罪に問われ、有罪判決を受けた事件。

## 事件概要
1975年（昭和50年）1月15日午後8時40分、八代目坂東三津五郎（当時68歳）は、京都南座での公演中、馴染み客らと数名で京都市内の飲食店を訪れ、とらふぐの刺身や肝臓を食べたところ、三津五郎のみがふぐ中毒に陥り、呼吸筋麻痺によって翌16日午前4時40分頃に死去した。
ふぐ料理を提供した調理師Aは、京都府知事よりふぐ処理師・調理師の免許を受けて、1966年（昭和41年）頃から京都市内の飲食店で勤務していた。Aは、通常行っていた調理法で、ふぐの肝臓を調理した。
Aは京都府ふぐ取扱条例（昭和25年京都府条例58号）違反と業務上過失致死傷罪により起訴された。
条例違反について争いはなく、業務上過失致死傷罪の成否を巡り、Aによるふぐ中毒の予見可能性の有無が争点となった。

## 裁判

### 第一審：京都地裁
第一審では、弁護人は次の主張をした。
1. 被害者（坂東三津五郎）がふぐ中毒にかかったことを知った、看護すべき者が、直ちに医師に連絡せず、医療の機会を失した（因果関係の中断）
2. 被害者はふぐの肝臓が危険であることを知って、あえてこれを食した（因果関係の不存在）

よって被告人であるAの過失責任は問えないとしたが、京都地方裁判所の判決（京都地判昭和53年5月26日）では、これらの主張は排斥された。
同判決では、京都府ふぐ取り扱い条例の存在、同条例制定以降にふぐの肝臓を提供する慣行がなくなったこと、Aがふぐ毒の存在・解毒法の不存在を知っていたこと、調理師による毒性の識別が困難である事実から、「『ふぐに当たるのは稀である』との体験的事実を根拠に予見可能性を否定すべきではない」とされた。
そして、本件では条例による義務と、刑法上の注意義務が一致するとし、禁錮8月（執行猶予2年）の判決を下した。

### 控訴審：大阪高裁
被告人側は、予見可能性の不存在、因果関係の不存在・中断および量刑不当を理由に控訴した。
大阪高等裁判所の判決（大阪高判昭和54年3月23日）では、過失責任の前提となる予見可能性は、「中毒症状を起こすことについて存在すれば足り」「死亡するに至ることについてまで必要とするものではない」とした論理構成を取った。
また、ふぐ処理士の試験に先立つ講習で、Aはふぐの肝臓に含まれるテトロドトキシンの危険性や解毒法がないことを学んでおり、得意先でふぐ中毒が起きたことを聞いたことがあることからも、予見可能性の存在が認められた。
量刑不当の主張に対しては、被害者のような食通とされる人物は肝料理を提供しないと納得しないことや、ふぐ中毒の個人的・身体的事情を考慮して新たに自判し、禁錮4月（執行猶予2年）の判決を下した。

### 上告審：最高裁
被告人側は、控訴審判決が、ふぐ中毒死を無罪とした過去の判決（大阪高判昭和45年6月16日）と矛盾していることや日本国憲法第14条違反を主張して、上告した。
最高裁判所第二小法廷は、判例・憲法違反には該当しないとした上で、高裁判決の予見可能性の判断を支持し、上告を棄却した。

## 解説
ふぐ中毒に関する業務上過失致死罪の成立が問題となった判例が多くない中、有資格者による伝統的な調理法による過失致死の事例として参考になる最高裁判例であると評価されている。
予見可能性について、原判決（高裁判決）が「中毒症状＝致傷」について認識していれば足り、「死亡するに至る＝致死」までは必要ないとしたことについて、ふぐ中毒を起こす予見が可能ならば、その致死結果を肯定して良いことを示したと考えられている。この点について前田雅英は「死を発生せしむる程度の中毒」への予見可能性を求めるならば、端的に死の結果の予見を求めるべきであったと批判した。

## 関連文献
- 前田雅英「坂東三津五郎フグ中毒死事件決定」『ジュリスト臨時増刊：昭和５５年度重要判例解説』第743巻、有斐閣、1981年6月10日、ISBN 4-641-01585-6。